# Carrie Babcock Sherman
Carrie Babcock Sherman född 16 november 1856 i Utica, New York, död 6 oktober 1931 i Utica, New York, var hustru till James S. Sherman som var USA:s vicepresident från den 4 mars 1909 till den 30 oktober 1912.
Hon gifte sig med James S. Sherman 26 januari 1881. Tillsammans hade de tre barn. I samband med makens tillträde som vicepresident 1909 blev Babcock Sherman den första vicepresidentfru som deltog i installationsparaden. Hon är begravd i Forest Hill Cemetery, med sin man. 